# بوينغ إكس-53
بوينغ إكس-53 أو بوينغ إكس-53 بجناح مرن نشط (بالإنجليزية: Boeing X-53 Active Aeroelastic Wing)‏ هي طائرة تجريبية من سلسلة طائرات - إكس وذلك لاجراء الاختبات على الجناح المرن النشط، أنتجت في الولايات المتحدة. من صناعة ماكدونيل دوغلاس شركة نورثروب. كان أول طيران لها في 8 ديسمبر 2006.